# Hawfi
Le hawfi ou haoufi (arabe : الحوفي) , aussi appelé tahwīf, est un genre poétique et musical algérien, c'est un répertoire exclusivement féminin, associé à la ville de Tlemcen.

## Étymologie
Le mot Hawfi provient de la racine sémitique H(W)F, qui peut renvoyer à au moins deux niveaux sémantiques ; un niveau topographique/topologique, avec deux interprétions possibles : l'une vers la notion de « limite », de « périphérie », de « marge » et l'autre vers celle de « gouffre », de « précipice » ; et un autre niveau psychoaffectif avec la notion d'« étourdissement », de « vertige » (pouvant s'expliquer par la pratique de l'escarpolette ou d'autres rituels de transe).
Le mot Hawfi aurait une relation directe avec le verbe hawafa qui signifie « mettre sur le bord » ou « d'entourer et d'environner un espace » en arabe littéraire.
Le genre est plus communément appelé tahwīf, terme qui désigne le fait de chanter du hawfī.

## Histoire
Le hawfi est un genre de poésies féminines propre à l’Algérie, associé à la ville de Tlemcen, mais qui appartient à un patrimoine culturel commun aux vieilles cités du Maghreb, d'un répertoire de tradition orale qui a des terminologies différentes suivant les régions : arûbî, buqâla, aayyû. 
Mais le terme de hawfi est réservé aux chansons chantées à Tlemcen et dans l’Algérois (Alger et Blida), ainsi que à Mostaganem. S. Bencheneb estime que « le ḥawfī d’Alger, de Blida ou d’ailleurs est indépendant de celui de Tlemcen », toutefois cette indépendance n'a pas été prouvée, les deux productions ont trop de similitudes. La production tlemcénienne demeure plus nombreuse et plus variée dans ses thèmes, le genre étant plus populaire Tlemcen.
Ce répertoire est l'héritier des aarûd al-bâlad, littéralement les « mètres (ou, les « poèmes ») citadins (ou « locaux », « autochtones ») », mentionnés dans les écrits d'Ibn Khaldoun. Les pièces du hawfi, comprenant un petit nombre de vers qui se prêtent à la scansion syllabique et n’offrant aucune caractéristique structurale notable, semblent relever de l’inspiration populaire locale. Aucune preuve sérieuse n'a été avancée pour faire le lien avec une origine andalouse ou orientale. En effet, le zadjal obéit à des règles de structure très précises. La rigidité et la diversité des structures de la poésie strophique andalouse, l’emploi qu’on y fait d’une métrique quantitative, ses thèmes et son vocabulaire interdisent tout rapprochement avec le hawfi.
Sa forme primitive remonte aux IXe et Xe siècles, la variante locale apparaît aux XIIIe et XIVe siècles. Le hawfi a connu une stabilisation, et devient autonome et propre au milieu féminin au XVe siècle.
Des échanges se sont produits avec le domaine de la bouqala ; S. Bencheneb signale que à Mostaganem, des pièces de hawfi tlemcénien sont chantées au cours des cérémonies de consultation de l’augure ; « ce ne serait que par la suite que «des poèmes originaux ... ont remplacé dans certaines villes et dans certains milieux les poèmes hawfi primitivement chantés par les femmes pour consulter le sort. Ainsi le genre buḳāla serait dérivé du hawfi ». Il existe ainsi une parenté générique étroite et plus ou moins ancienne entre hawfi et bouqala, à travers le développement d’un « modèle-matrice ». Ils appartiennent tous deux à une production populaire qui s’est développée parallèlement à la production en langue littéraire arabe.

## Un genre poétique féminin
Le hawfi est une poésie populaire citadine chantée, conçue pour le chant en solo, autrefois sans accompagnement instrumental, que les femmes tlemceniennes chantaient en jouant à l'escarpolette, et pendant certaines pratiques culturelles qui étaient très fréquentes dans le passé tel que le filage de la laine, le lavage à la main dans les rivières, le tissage et parfois lors des soirées familiales, il était également pratiqué lors des ziyarât aux saints.
Ces poèmes dialectaux en arabe algérien du XVIe siècle sont véhiculés par des textes courts sous forme de quatrains aux auteurs anonymes. Ils s'inspirent des thèmes de l'imaginaire de la femme tlemcénienne : sa culture, son quotidien, ses aspirations et sa vie sentimentale ainsi que l'amour courtois, et se rattachent à l'imaginaire arabo-andalou.
Les thèmes du hawfi tlemcénien sont plus variés que ceux du hawfi algérois ; alors que ce dernier est presque entièrement consacré à l’amour et à la description des jardins. Le répertoire tlemcénien ajoutent des pièces consacrées à la ville de Tlemcen et ses environs ; des  thèmes religieux et des thèmes abordant différents aspects de la vie sociale à Tlemcen.
Le hawfi est un dérivé de la nouba algérienne sur la plan musical. La mélodie adopte la même forme non mesurée que l’istikhbâr avec alternance du chant solo et du jeu instrumental solo.
Cheikha Tetma est la première interprète professionnelle (au sens moderne) du genre.

## Exemple d'un texte
Ce quatrain exprime un imaginaire étonnant et subversif :

« La vigne a poussé et la grappe s’est révélée au regard.

A son lever, le muezzin a trouvé les amoureux endormis

Les étoiles ont menacé : "Nous allons tout dévoiler" ; les nuages ont répondu :"Arrêtez !"

Laissez dormir les amoureux ! Que leurs ennemis ne puissent pas se réjouir ! »

Ou bien sur le thème de l'amour :

« L’amour est dans notre maison et l’amour nous a élevé,  

l’amour est dans notre puits et nous donne une eau douce,  

l’amour est dans notre vigne et la fait croître,  

et aucun bey, ni aucun sultan, ne peut interdire l’amour. »

### Vidéographie
- Le Hawfi : la magie d'un chant tlemcenien, film de Lotfi Bouchouchi, réalisé le cadre de « Tlemcen, capitale de la culture islamique 2011 ».